# Otto Messmer

O Gato Félix por Messmer

Otto Messmer (Union City, 16 de agosto de 1892 – Fort Lee, 28 de outubro de 1983) foi um animador e criador de desenhos animados estadunidense.
Ficou mais conhecido pelo seu trabalho no Gato Félix, quer em desenhados animados quer nas tiras cómicas de jornal, produzidos pelo estúdio de Pat Sullivan.
Não se sabe quem foi o criador do Gato Félix, se foi Messmer ou Sullivan, pois até Sullivan morrer, em 1933, era-lhe atribuído a criação de Felix. Messmer, assim que Sullivan morreu, assumiu que o verdadeiro autor de Félix era ele, não se sabendo assim, quem verdadeiramente foi o criador, embora seja considerado por diversos historiadores que Messmer seja o verdadeiro criador.
Otto Messmer faleceu aos 91 anos, em 28 de outubro de 1983, vítima de ataque cardíaco.

## Vida pregressa
Messmer nasceu em 16 de agosto de 1892, em uma família católica alemã em West Hoboken, Nova Jersey (hoje Union City). Ele frequentou a Holy Family Parochial School. Ele tinha um amor pelo vaudeville e pela indústria do entretenimento incutido nele por seus pais e professores, que começou em uma idade jovem. Ele frequentou a Thomas School of Art na cidade de Nova York de 1911 a 1913 e participou de um programa de trabalho-estudo com a Acme Agency, onde fez ilustrações para catálogos de moda.

## Carreira
O primeiro amor de Messmer, no entanto, foi o desenho animado. Inspirado pelos filmes de animação de Winsor McCay, como How a Mosquito Operates, Messmer começou a criar seus quadrinhos para jornais locais em 1912, mesmo ano em que conheceu Anne Mason, com quem se casou em 1934. Um de seus quadrinhos, Fun, foi publicado como parte da página de quadrinhos de domingo do New York World.
Messmer assinou um contrato com a Universal Studios em 1915 para produzir um filme teste de um personagem criado por Messmer chamado "Motor Mat". Nunca foi lançado, mas atraiu o interesse do animador Pat Sullivan, embora Messmer tenha decidido trabalhar com Henry "Hy" Mayer, um conhecido cartunista. Mayer e Messmer colaboraram na bem-sucedida série animada The Travels of Teddy, baseada na vida de Teddy Roosevelt . Messmer posteriormente trabalharia para Sullivan, que cuidava do lado comercial do trabalho, com Messmer cuidando das responsabilidades criativas. Quando Sullivan cumpriu uma pena de prisão de nove meses em 1917, Messmer retornou brevemente a trabalhar com Mayer, até que Messmer foi convocado para a Primeira Guerra Mundial.
Quando Messmer retornou aos Estados Unidos em 1919, ele retornou ao estúdio de Sullivan, que foi contratado pelo diretor Earl Hurd da Paramount Screen Magazine para um curta de desenho animado que acompanharia um longa-metragem. Sullivan deu o projeto a Messmer, cujo resultado final, Feline Follies, estrelou Mestre Tom, um gato preto, que era um protótipo de Felix, que trazia boa sorte para pessoas em apuros.
O envolvimento de Sullivan no projeto é contestado. No entanto, a caligrafia na animação foi identificada como sendo sua. Além da caligrafia de Sullivan em 'Feline Follies', o termo australiano para mãe 'MÃE' é usado em um balão de fala de um dos gatinhos na marca de 4:00 de 'Feline Follies'.
Felix foi o primeiro personagem de desenho animado criado e desenvolvido para a tela, bem como o primeiro a se tornar um personagem licenciado e comercializado em massa. Tanto seu design quanto seu caráter único foram altamente influentes. Sullivan levou o crédito por Felix, e embora Messmer tenha dirigido e sido o animador principal em todos os episódios em que apareceu, o nome de Sullivan foi o único crédito na tela que apareceu neles. Messmer também supervisionou a direção da tira de jornal Felix, fazendo a maioria dos lápis e tintas na tira até 1954.
O Gato Félix estrelou mais de 150 desenhos animados até 1931, quando os estúdios de animação começaram a converter para filmes sonoros. A popularidade da tira de jornal começou a desaparecer no final da década de 1930, embora o personagem tenha sido reintroduzido a novos fãs por meio de histórias em quadrinhos na década de 1940. Messmer então se juntou a Douglas Leigh nos grandes letreiros eletrônicos móveis que iluminavam a Times Square.
Messmer também produziu mais histórias em quadrinhos de Felix nas décadas de 1940 e 1950 para empresas como Dell Comics, Toby Press e Harvey Comics, além de fazer animação para a Famous Studios (vários desenhos animados do Popeye levam seu crédito). Na década de 1960, Felix foi reinventado para a televisão, e o assistente de longa data de Messmer, Joe Oriolo (o criador de Casper, o Fantasma Camarada), garantiu que Messmer fosse finalmente creditado como o criador de Felix, o Gato. Messmer continuou trabalhando no personagem pelo resto de sua vida.

## Morte
Messmer morreu de ataque cardíaco no Holy Name Medical Center em Teaneck, Nova Jersey, em 28 de outubro de 1983. Ele tinha 91 anos. Hoje, "Felix the Cat" é publicado em mais de 250 jornais em todo o mundo.